# 86-DOS
86-DOS je bio operacijski sustav kojeg je razvijao Seattle Computer Products za računalni utemeljen na mikroprocesoru Intel 8086. Prvotno je bio poznat kao QDOS (Quick and Dirty Operating System). Ime se kasnije promijenilo u 86-DOS kad je Seattle Computer Product licencirao operacijski sustav.
86-DOS je bio naredbene strukture i međusklopa za aplikacijske programe koji je oponašao operacijski sustav CP/M Digital Researcha (skraćeno DR ili DRI), što ga je učinilo jednostavnim za portiranje programa potonjeg proizvođača. Sustav je kupio Microsoft i dalje ga razvijao kao PC-DOS i MS-DOS.
Programiran je u asemblerskom jeziku Intela 8086. Na tržište je izašao 1980. godine.

## Korijeni
Prodaja računalnog pribora 8086 računalne tvrtke Seattle Computer Products (SCP), koji je bio demonstriran tržištu lipnja 1979., a dostavljen u studenome iste godine, bila je malaksavala zbog toga što taj pribor nije imao operacijski sustav. Zbog toga se pristupilo razvitku 86-DOS-a. Do tog je trenutka jedini softver kojeg je SCP mogao prodavati s pločom bio je samostalni Microsoft BASIC-86, kojeg je Microsoft razvijao na prototipu SCP-ova sklopovlja. SCP je želio ponuditi inačicu 8086 sustava CP/M kojeg je najavio Digital Research, no njegovo izdavanje na tržište nije bilo izvjesno. To nije bio prvi put da je Digital Research zaostajao u razvitku sklopovlja; još dvije godine prije bio je spor prilagoditi CP/M za nove disketne formate i tvrde diskove. Travnja 1980. SCP je dao zadaću 24-godišnjem Timu Patersonu razviti zamjenu za CP/M-86.
Paterson je dizajnirao 86-DOS koji je imao aplikacijsko programsko sučelje koje je bilo kompatibilno s programima koja su nasljeđivala CP/M. Istovremeno je poboljšao i izmijenio brojne osobine CP/M-a koje je smatrao slabim. CP/M je cacheirao podatke datotečnog sustava u memoriji radi brzine, no to je zahtijevalo od korisnika usiljeno ažurirati disk prije nego što ga je uklonio. Ako bi korisnik to zaboravio napraviti, disk bi se oštetio. Paterson je stoga pristupio ažuriranju diska na sigurniji, ali sporiji način. Ažuriranje se postizalo svakom operacijom. CP/M-ove PIP-ove naredbe kojima je kopirao datoteke su podržavale nekoliko posebnih imena datoteka koje su se odnosile na uređaje u sklopovlju kao što su pisač i komunikacijski portovi. Ugradio je ova imena u operacijski sustav kao sučelje za pogonitelje tako da se njima može služiti bilo koji program. Svom programu kojim je kopirao je dao intuitivnije ime COPY. Nije bio sklon primijeniti CP/M-ov datotečni sustav, nego se je poslužio datotečnim sustavom FAT iz BASIC-a 86 da bi ostao kompatibilnim sa sustavima koje je SCP već dostavljao kupcima.

## IBM se zanima
Listopada 1980. godine, IBM je razvijao nešto što je postalo IBM-ovo osobno računalo. CP/M je bio daleko najpopularniji operacijski sustav u to vrijeme. IBM je osjećao da mu treba CP/M da bi se mogao natjecati. Stoga su njegovi predstavnici posjetili tvrtku Digital Research i raspravljali o licenciranju s predstavnikom Digital Researcha za licenciranje, Dorothy McEwen Kildall. Ona je oklijevala potpisati IBM-ov tajnosni ugovor (NDA, eng. non-disclosure agreement). Iako se kasnije prihvatilo taj ugovor, Digital Research nije prihvatio IBM-ov prijedlog kojim bi dobili 250.000 dolara u zamjenu za sve primjerke koje bi IBM ikad prodao, nego je inzistirao na običnom šemi tantijema. Kad su poslije raspravljali IBM i Bill Gates, Gates je spomenuo da postoji 86-DOS, a IBM-ov predstavnik Jack Sams mu je rekao neka dobije licenciju za nj.

## Nastanak PC-DOS-a
Microsoft je prosinca 1980. godine za 25.000 dolara kupio licenciju za 86-DOS od Seattle Computer Products koja nije bila isključiva. Svibnja 1981. unajmio je Tima Patersona radi portiranja sustava u IBM-PC, koji je rabio sporiji, ne toliko skupi procesor Intel 8088, a koji je ujedno imao svoju obitelj perifernih uređaja. IBM je svakodnevno pratio kako se stvari razvijaju. Predao je preko 300 zahtjeva za izmjenom prije nego što je prihvatio proizvod i napisao korisnički priručnik za nj.
U svibnju 1981., mjesec dana prije nego što je izašao PC, Microsoft je kupio sva prava na 86-DOS od SCP-a za 50.000 dolara. Udovoljavalo je IBM-ovim glavnim kriterijima: sličio je na CP/M, bio je jednostavnim za prilagoditi na postojeće 8-bitne CP/M-ovske programe tako da može raditi pod njime, posebice zahvaljujući naredbi TRANS kojom se prevodilo izvorne datoteke iz strojnih naredaba za 8080 u strojne naredbe za 8086. Microsoft je licencirao 86-DOS IBM-u te je postao PC-DOS 1.0. Ova licencija je dopuštala Microsoftu prodavati DOS inim tvrtkama, što je i napravio. Ugovor je bio iznimno uspješan, pa je poslije SCP tvrdio na sudu da je Microsoft zatajio svoj odnos s IBM-om da bi jeftinije kupio operacijski sustav. Nagodbom je SCP primio milijun dolara.

## Vanjske poveznice
- Tim Paterson's brief history of QDOS/86-DOS (1979–1983)
- 86-DOS documentation from Paterson Technology
- Run 86-DOS 1.0 in the SIMH simulator